# 1827 у літературі

## Твори
- Рибалка — балада Петра-Гулака Артемовського.
- Едгар Аллан По, Тамерлан, поема.

### Видання
- Генріх Гейне. «Книга пісень»

## Народилися
- 16 квітня — Октав Кремазі, канадський франкомовний поет.

## Померли
- 12 січня: Йоганн Генріх Песталоцці (нар. 1746) — швейцарський педагог-новатор.
- 18 листопада: німецький письменник-казкар Вільгельм Гауфф.